# Геппен
Геппен (пол. Heppen) — польский дворянский герб.

## Описание
В расчетверённом щите накинут щиток, в голубом поле которого, над скалою о трех вершинах, серп острием вправо. В полях щита накрест золотых и красных: в первом, правая половина чёрного двуглавого орла; во втором, золотой коронованный лев влево; в третьем такой же лев вправо, а в четвёртом, левая половина подобного как в первом поле орла.
В нашлемнике, между двух чёрных орлиных крыльев, жнец в шапке и голубом платье, держащий в правой руке серп, а левою рукою подпершийся в бок. Намет с правой стороны щита чёрный, а с левой красный, оба подложенные золотом. Герб Геппен внесен в Часть 2 Гербовника дворянских родов Царства Польского, стр. 127.

## Герб используют
Геппены, происходящие от Адама Геппена, Поручика пешего регимента Королевича прежних Польских войск, который постановлеием Сейма 1768 года возведен в дворянское достоинство.